# イオン銀行
株式会社イオン銀行（イオンぎんこう、英称 - AEON BANK, LTD.）は、東京都千代田区神田錦町に本社を置く、イオングループの日本の銀行。AFSコーポレーションの完全子会社。全国銀行協会準会員。

## 概要
小売業主導で設立された銀行としては、現在のセブン銀行（イトーヨーカ堂とセブン-イレブン・ジャパンによる共同設立）に次ぐもので、いわゆる「新たな形態の銀行」に分類される。
ブランドスローガンは、「アイデアのある銀行」。
ATMによる個人口座管理主体のセブン銀行と異なり、イオングループの店舗ほぼすべてにATMを設置する一方で、イオングループのショッピングセンターなどの大型商業施設に有人店舗を「インストアブランチ」として設け、一般の銀行と同様に利用客と対面でのサービスを提供している。また、取扱商品も預金口座の他、一般の銀行同様に投資信託あるいは各種個人向け融資を窓口で扱う。そのためコンビニATMの一つに数えられる一方で、一般的な銀行としての性格も強い。

### 開業までの経緯
2005年（平成17年）夏頃から、イオンは、大手銀行との提携も視野に新銀行の青写真を模索してきたが、最終的に特定の金融機関の協力を求めず、独自で設立することになる。2006年（平成18年）3月10日、正式に銀行業へ参入することを発表し、同年5月15日付でイオンが全額出資し「イオン総合金融準備株式会社（英称 - AEON Financial Project Co., Ltd.）」を準備会社として設立した。
イオンは、主力取引銀行であるみずほフィナンシャルグループに対し、経営陣の派遣協力を要請した。銀行経営陣候補として、みずほコーポレート銀行（旧・第一勧業銀行）出身の片岡正二と、三菱東京UFJ銀行（三和銀行→UFJ銀行→現・三菱UFJ銀行）出身の中村正人をイオン本体の特別顧問に迎え、同年9月11日付で、イオン総合金融準備の代表取締役社長に片岡、同副社長に中村が就任した。会社発足当初に代表取締役に就いていた別の2名は取締役となった。
最終的には、資本金約300億円程度で発足、システム投資は約120億円になる見通しとなった。しかし、2006年12月の報道では、勘定系システムの構築が難航していたとされる。
2007年（平成19年）10月5日に銀行業免許予備審査が終了したため、イオン総合金融準備を「イオン銀行」に社名変更。同時に、元国民生活金融公庫副総裁の原口恒和が代表取締役会長に就任、中村代表取締役副社長は取締役兼副社長執行役員となった（後に中村は退任）。また、会社発足当初からの役員2名は取締役兼常務執行役員となった（うち、片岡が就任する前に社長を務めていた1名は後に退任し、もう1名は後に社長に就任する渡邉廣之）。10月11日に銀行業免許を取得した。
10月19日付でイオン銀行は第三者割当増資を実施し、金融機関や商社など16社が計192億円を出資した。16社の出資比率は64%となり、イオンは出資比率36%の筆頭株主として経営権を確保する。出資内訳は、三菱UFJ・みずほ・三井住友の三大メガバンクと、横浜銀行、日本生命保険、第一生命保険、明治安田生命保険、三菱商事、リーマン・ブラザーズが各5%、中央三井信託銀行、住友信託銀行、千葉銀行、損害保険ジャパン（初代）、日本興亜損害保険、ニッセイ同和損害保険が各3%、住友生命保険が1%となる。
また10月19日には、イオンクレジットサービスがイオン銀行の銀行代理店業許可を取得した。そのため、イオンクレジットサービスでも口座開設手続き等の扱いが可能となり、初期基盤が大幅に広がった。当初予定されていた口座開設受付店舗数も80店舗から、許可の取得により220店舗へと拡大した。
20日から口座開設受付を開始した。一部店舗に設置済みのATMも29日から稼動し、29日・30日の両日合わせインストアブランチ4店が開業した。営業開始直後は口座開設希望者の殺到により、キャッシュカード発行の遅れや、問い合わせ電話が繋がりにくくなるなどの状況が生じた。

### 日本振興銀行の承継
当行は、経営破綻した日本振興銀行の事業（第二日本承継銀行が一時的に承継）の事業受け皿に選定された。事業受け皿として設立したイオンコミュニティ銀行に移管後、2012年3月末を以て同社を吸収合併し、同行の手掛けてきた法人向け取引も行っている。

### イオンクレジットサービスとの経営統合
2013年には、グループ内でクレジットカード事業・信用保証事業を手がけるイオンクレジットサービスとの経営統合（事業統合・組織再編）を行った。
経営統合は2段階で実施され、まず2013年1月1日付でイオン銀行がイオンクレジットサービスとの株式交換により、イオンクレジットサービスの完全子会社となった上で、2013年4月1日付で同社のクレジットカード事業を承継する吸収分割を行った。残るイオンクレジットサービスの事業部門（信用保証部門・債権回収部門・銀行代理店部門など）は会社分割（事前に承継会社を設立し、吸収分割の方法で行われる予定）され、イオンクレジットサービス自身は金融持株会社「イオンフィナンシャルサービス株式会社」に商号変更し、分割された事業会社が（新）「イオンクレジットサービス株式会社」を名乗る。
なお、経営統合に先立ち、イオンクレジットサービス・イオン銀行・イオン保険サービスのサイトを一体化させた金融ポータルサイト「イオンフィナンシャルサービス・暮らしのマネーサイト」が設置されている。

## 沿革
- 2006年（平成18年）
  - 3月10日 - イオン株式会社が「銀行業への参入について」を発表[3]。
  - 5月15日 - 準備会社として「イオン総合金融準備株式会社」を設立[4]。
- 2007年（平成19年）
  - 10月5日 - 銀行業営業免許予備審査終了、同時に商号を「株式会社イオン銀行」に変更[8]。
  - 10月11日 - 銀行業営業免許取得[17]。
  - 10月19日 - イオンクレジットサービスが銀行代理業許可を取得[17]、これにより口座申込受付が可能な店舗が80店舗から220店舗へ拡大。
  - 10月20日 - 口座申込受付開始[17]（当初は関東・東海・近畿のショッピングセンター約220店舗にて受付を開始、インターネットからでも申込書請求が可能）。
  - 10月29日 - 同行ATMを275店で461台にて稼働開始すると共に、インストアブランチ2店（ジャスコ品川シーサイド店、イオン津田沼ショッピングセンター）を開設し開業[17]。
  - 11月20日 - 投資信託の取り扱いを開始。
  - 12月28日 - カードローンの取り扱いを開始。
- 2008年（平成20年）
  - 1月7日 - 保険商品の取り扱いを開始。
  - 1月21日 - 住宅ローンの取り扱いを開始。
  - 4月1日 - ジェイアール西日本ファイナンスと提携。同行ATMを西日本旅客鉄道（JR西日本）エリアの主要駅に、イオングループ外としては初めて設置。
  - 6月16日 - 全国の信用金庫のうち、260金庫とのATM相互提携を開始。
  - 9月22日 - 信託銀行としては初めて三菱UFJ信託銀行との提携のほか、全ての労働金庫13金庫、全国の信用組合のうちキャッシュカードを発行する信用組合の一部141信組とのATM相互提携を開始。
  - 11月30日 - 荘内銀行との銀行代理業務委託に対する業務提携に基づき、同行運営のインストアブランチ「Q's Shop」ジャスコ多賀城店においてイオン銀行の金融商品の取扱を開始[18]。
  - 12月15日 - 非提携の信用金庫のうち16信金について、接続追加実施。
- 2009年（平成21年）2月1日 - クレジット・キャッシュ・電子マネー一体型カード『イオンカードセレクト』の取扱・募集を開始。
- 2011年（平成23年）
  - 2月18日 - 株式取得により、イオン保険サービス株式会社を連結子会社化[19]。
  - 4月10日 - 提携信用金庫のうち、北伊勢上野信用金庫がATM相互ネット利用手数料を無料化（信金との提携としては初の無料化）。
  - 4月18日 - コンビニATM事業会社イーネットと接続。イオン銀行のカードを「イーネットATM」で利用できるようになる[20][21]。
  - 9月30日 - 預金保険機構が日本振興銀行の事業（第二日本承継銀行が一時的に承継）の最終受皿にイオン銀行を選定[22][23]。
  - 12月26日 - 預金保険機構から、第二日本承継銀行の全株式を19億8000万円で、日本振興銀行が保有する貸付債権（一部）を5億円で、それぞれ譲受[24]。同時に社名を第二日本承継銀行からイオンコミュニティ銀行に変更[25]。
- 2012年（平成24年）
  - 1月27日 - 東芝ファイナンス[注 5]から子会社の東芝住宅ローンサービスの株式の一部を譲受、持分法適用関連会社化[26]（同社は同年4月1日付でイオン住宅ローンサービスに改称）。
  - 1月31日 - 荘内銀行への銀行代理業務の委託終了。
  - 3月31日 - イオンコミュニティ銀行を吸収合併[14]。
- 2013年（平成25年）
  - 1月1日 - イオンクレジットサービス旧法人（現・イオンフィナンシャルサービス）の完全子会社となる[15]。
  - 4月1日 - イオンクレジットサービスからクレジットカードの会員事業などを継承。イオンブランドのクレジットカードは当行本体発行のクレジットカードとなる[15]。なお、クレジットカード事業等を譲渡したイオンクレジットサービスは持株会社に移行し社名をイオンフィナンシャルサービス株式会社に変更[27]。
  - 12月8日 - みずほ銀行とATMにおける戦略的提携を開始[28]。
- 2014年（平成26年）
  - 4月21日 - 神田法人営業部の名称を「本店法人営業部」に改称。
  - 10月6日 - ローソンATMとの接続を開始。
- 2017年（平成29年）10月1日 - イオンクレジットサービスによる代理店のインストアブランチ拠点の運営を、吸収分割により、イオン銀行に事業譲渡。これにともない、インストアブランチのすべてが、イオン銀行による直営に変更。
- 2019年（平成31年）4月1日 - イオンフィナンシャルサービスの事業持株会社移行に伴い、親会社がイオンフィナンシャルサービス傘下の新たな金融持株会社であるAFSコーポレーションに変更となる[29]。
- 2020年（令和2年）9月1日 - 本店を東京都江東区枝川一丁目9番6号から現在地に移転。
- 2024年（令和6年）
  - 11月1日 - フジ・カードサービスのクレジットカード事業を譲受[30][31]。

## 取扱商品

### 預金（イオンバンクカード）
普通預金と定期預金または積立定期預金が一体化した総合口座を扱っている。口座開設はインストアブランチおよびイオン各店舗に設置された口座開設カウンターでの有人受付のほか、インターネットにより資料請求した口座開設申込書と「身分証明書類の写し」および「公共料金の領収済領収書または請求書の原本」を同封して郵送することにより行う。
すべての預金口座開設者に『イオンバンクカード』（正式名称は『イオン銀行キャッシュカード』）と呼ばれるキャッシュカードが発行され、預金通帳は提供されない。利用明細はインターネットバンキングやモバイルバンキングで確認するほか、利用者の申し込みにより明細書の有償発行もある。キャッシュカードはエンボスレス（口座番号などの印字が立体加工されていない）タイプのカードとなっており、接触型と非接触型（FeliCa）2種類の通信方式に対応している（デュアルインターフェースチップモジュール）。また、提携他行のIC非対応ATMでも利用可能にするために、磁気ストライプも搭載している。
イオンバンクカードの大きな特色として、イオンの電子マネー「WAON」との一体化機能が挙げられる。これにより、イオン銀行口座からWAONへの銀行チャージやオートチャージが可能となっているほか、チャージ限度額の引き上げや銀行取引によるWAONポイントの付加、イオン店舗での現金払い時に割引特典が受けられるなど、イオングループでの買い物との連携強化に役立てられている。
2009年（平成21年）2月1日には、イオンクレジットサービスのクレジットカード「イオンカード」とイオンバンクカードの各機能を一体化した『イオンカードセレクト』の取扱を始め、募集を開始した。イオンクレジットサービスとの経営統合に伴い、2013年4月以降のイオンカードセレクトはいわゆる「銀行本体発行」のクレジットカードとなった。ただし、カード発行に伴う与信（プロセッシング）業務はイオン銀行から（新）イオンクレジットサービスへの委託という形で同社が行っている。また、同カードのキャッシング枠は総量規制対象外になった。
2016年（平成28年）7月25日には、イオンバンクカードにJCBブランドのデビットカード機能を搭載した『イオン銀行CASH+DEBIT（キャッシュ プラス デビット）』の取扱を始め、発行を開始した。これに伴い、総合口座開設と同時に申し込まれたイオンカードセレクトの入会審査が否決された時の代替カードもイオンバンクカードからCASH+DEBITに変更されている。なお、このカードに限ってはWAONが描かれていない。
ただし「『イオンマークのついているカード』での割引」という際に「クレジット決済に限る」という制限がある場合には、「イオン銀行CASH+DEBIT」で決済してもあくまでブランドデビット決済扱いをされるため、割引の適用を受けることはない（例：イオンが行うitunesカードなどのキャンペーンなど）。

### カードローン
イオン銀行のカードローンはイオン銀行の口座がなくても利用可能な小口融資で、イオンクレジットサービスによる信用保証により取り扱う。極度額（貸越限度額）に応じた固定金利制で、申し込み後は別途カードローン専用のカードが送付される（口座開設者はイオン銀行ATMに限り、イオンバンクカードまたはイオンカードセレクトでも利用可能）。イオンクレジットサービスとの経営統合後もこの形態は変わらない予定。この商品は総量規制対象外である。

### 投資信託・融資
イオン銀行は直営で個人向け融資（住宅ローンや教育ローンなど）を扱っている。インストアブランチでの対面販売が基本だが、融資の事前申し込みや投資信託口座の開設（イオン銀行の総合口座を保有していることが条件）をインターネット上で行うことができる。
2007年から取り扱いを始めたが、2024年1月4日から口座はマネックス証券に移管し、イオン銀行は金融商品仲介業者としてマネックス証券の口座開設（イオン銀行金融商品仲介口座）や商品情報の提供などを行っている。

### クレジットカード
2013年4月に(旧)イオンクレジットサービスからクレジットカード事業を継承している（ただしプロセシングは(新)イオンクレジットサービスに業務委託）。

## 店舗

### 支店
個人口座を管理する支店（24店舗）と振込専用口座を管理する支店（2店舗）、ATM管理店が存在する。
個人向け口座を管理する支店名には誕生石または誕生花の名前が用いられており、口座開設者の誕生月によって支店割り当てが決まる。
| 支店番号 | 支店名       | 誕生月 |
| -------- | ------------ | ------ |
| 001      | ガーネット   | 1月    |
| 002      | アメシスト   | 2月    |
| 003      | アクアマリン | 3月    |
| 004      | ダイヤモンド | 4月    |
| 005      | エメラルド   | 5月    |
| 006      | パール       | 6月    |
| 007      | ルビー       | 7月    |
| 008      | ペリドット   | 8月    |
| 009      | サファイア   | 9月    |
| 010      | オパール     | 10月   |
| 011      | トパーズ     | 11月   |
| 012      | ターコイズ   | 12月   |

| 支店番号 | 支店名       | 誕生月 |
| -------- | ------------ | ------ |
| 013      | デイジー     | 1月    |
| 014      | ミモザ       | 2月    |
| 015      | ナノハナ     | 3月    |
| 016      | サクラ       | 4月    |
| 017      | ポピー       | 5月    |
| 018      | カスミソウ   | 6月    |
| 019      | スイレン     | 7月    |
| 020      | カサブランカ | 8月    |
| 021      | プルメリア   | 9月    |
| 022      | ガーベラ     | 10月   |
| 023      | サザンカ     | 11月   |
| 024      | シクラメン   | 12月   |

### インストアブランチ
イオン銀行の個人向け窓口業務はすべてインストアブランチに委ねられており、2019年3月31日現在、140店舗のインストアブランチを有する。店舗分布は北海道6店、東北地方7店、関東地方55店、中部地方32店、関西地方22店、中国・四国地方に7店、九州地方・沖縄県に11店となっており、関東地方に全体の約4割の窓口が集中する。これらのうち、かつては、イオン銀行直営の出張所形式のインストアブランチは13店舗のみで、残りの店舗はイオンクレジットサービスが銀行代理業者として運営する銀行代理店形式のインストアブランチとなっていたが、2017年10月1日の吸収分割実施により、イオンクレジットサービスによる代理店のインストアブランチ拠点の運営をイオン銀行に事業譲渡。これにともない、インストアブランチのすべてが、イオン銀行による直営に変更。
ショッピングセンターの主要な買い物客である女性層を顧客に想定し、インストアブランチ（銀行有人店舗）はショッピングセンターの営業時間に合わせて、週末・祝日も含め年中無休で午前9時から午後9時までの営業を基本としている。窓口では住宅ローンや、保険、投資信託などの販売も行い、買い物のついでに気軽に資産運用の相談に立ち寄るニーズに応えるべく展開する。
かつては荘内銀行とイオン銀行の間でインストアブランチ戦略における業務提携を行い、同行のインストアブランチ「Q's Shop」のうち、宮城県内のイオングループの商業施設内に展開する6店舗において、イオン銀行の金融商品を取り扱っていたが、2012年（平成24年）1月31日で銀行代理業務は終了している。

### 単独店舗
インストアブランチ以外で個人向け営業を単独で行う拠点として、神田店、新宿店、東京八重洲店、横浜店、大阪梅田店、那覇店があり、いずれもイオンクレジットサービスが銀行代理店の形で設置、後にイオン銀行直営となっている。
また、法人営業部の事務所を東京（中央区日本橋）と大阪（中央区久太郎町）に置く。両事務所では個人向け商品のとり扱いを行っていない。

## ATM

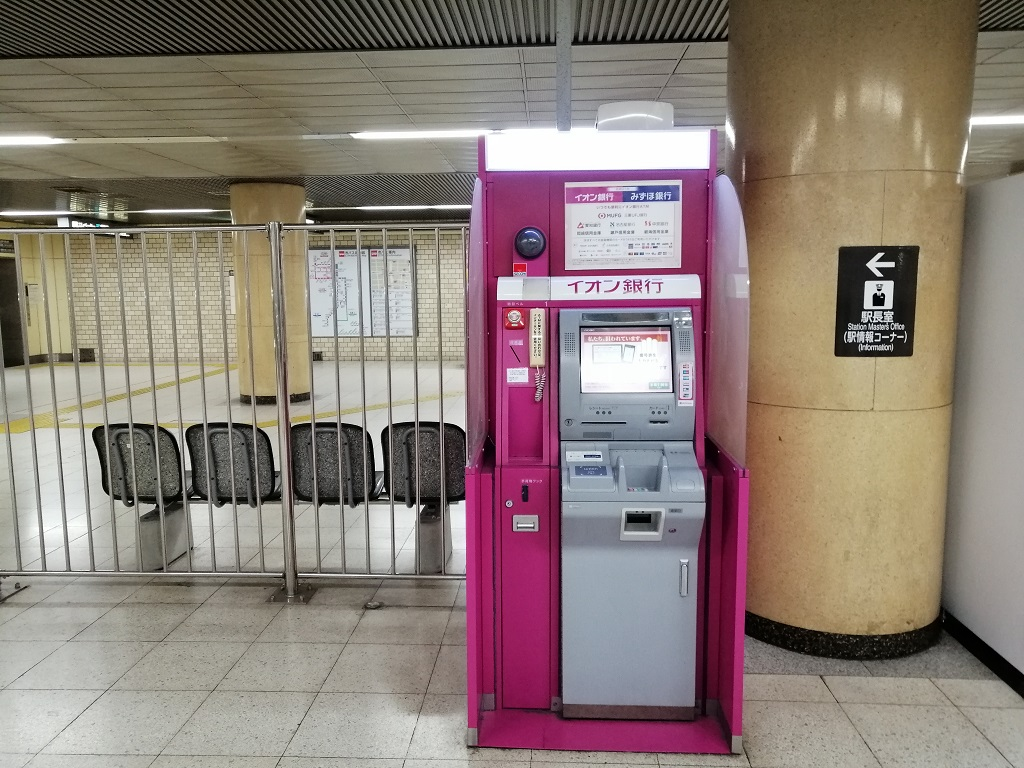
地下鉄駅構内に設置されたイオン銀行ATM（上前津駅、名古屋市）

2024年3月末時点で、全国47都道府県に6,788台のATMを設置しており、その全てがICキャッシュカードに対応する。運用は日本ATM（ATMJ）のフルアウトソーシングサービスを利用してATMJに全面委託しているため、全てATMJブランドのATM（沖電気工業のOEM）が設置されている。
イオングループ店舗を中心に展開しており、グループ店舗以外への設置は空港ターミナル内など限定的である。ATMは原則年中無休で24時間稼動（設置場所の営業時間による。毎月第2月曜日の1時30分から7時はメンテナンスのため全機停止）、自行口座利用に際してのATM手数料は曜日・時間帯を問わず無料になっているほか、平日日中に限り、みずほ銀行・三菱UFJ銀行などの手数料を無料で取り扱っている。
元々イオン銀行ATMは、民間金融機関のオンライン提携ネットワークであるMICSおよびその傘下のネットワークとは直接接続しておらず、イオン銀行と個別に提携した金融機関のキャッシュカード・クレジットカードのみが使用できるという性質のものであった。従ってイオン銀行ATMが利用できる提携金融機関は都市銀行と大半の信用金庫、一部の地方銀行・第二地方銀行・信用組合（職域系信組を中心に利用できない信用組合が多い）など限定的であった。
2013年12月8日、みずほ銀行とのATMにおける戦略的提携締結に伴い、みずほ銀行のキャッシュカード及びイオン銀行と直接接続していない金融機関のカードをみずほ銀行ATMでの取扱いと同じとする（ATM画面もみずほ銀行と同様で、みずほ銀行経由でMICSに接続する形での取引となる）ことにより、取扱い可能となる金融機関のカードが600種類以上まで拡充された。また、みずほ銀行カード利用時の平日日中における相互の引き出し・預け入れ手数料が無料となった。
セブン銀行に倣い、グループのコンビニエンスストア・ミニストップの売上・資金管理の役目を担うようにもなっていて、ミニストップ内に設置されていたイーネットATMからの置き換えを強力に進め、設置店オーナーにはイオン銀行に管理用口座を開設させている。
2017年11月27日、国内初の「指紋＋静脈」の2つの生体認証を備えた窓口取引・ATM取引機能を導入した。技術提供元はLiquid。しかし、現在の認証技術ではすべての利用者への均一なサービスの提供ができないとの判断から、2020年7月31日をもって同サービスを終了した。
また2018年9月には「スマッとATM」というアプリを使用し、キャッシュカードを使用せずに入出金できるサービスを開始した。